# Lophodermium orientale
Lophodermium orientale är en svampart som beskrevs av Minter 1981. Lophodermium orientale ingår i släktet Lophodermium och familjen Rhytismataceae.   Inga underarter finns listade i Catalogue of Life.